# Punção de Genebra
A Punção de Genebra (em francês:  Poinçon de Genève) é uma marca/selo de contraste usado pela horologia do cantão de Genebra a fim de certificar a qualidade e origem dos relojoeiros, e instaurado pelo Grande Conselho da República e Cantão de Genebra.
Durante os séculos XVIII e XIX, Genebra tinha conseguido tomar um lugar preponderante na indústria relojoeira e o nome da cidade gravado no movimento do relógio fazia como de assinatura. No entanto os falsificantes também o faziam e a Sociedade dos Relojoeiros fundada em 1873 adoptou um controlo facultativo dos relógios que deu origem ao Poinçon de Genève. 

## Forma
A imagem é formada a partir da do brasão do cantão de Genebra e com a palavra GENEVE por baixo,  o todo em cor dourada.

## Autorizados
Actualmente  os relojoeiros autorizados a usar a Punção de Genebra são: Baume & Mercier, Cartier, Chopard, Roger Dubuis e Vacheron Constantin.

## Renovação
Para festejar os 125 anos de existência, o Poinçon de Genève ofereceu-se uma cura de rejuvenescimento que consistiu na actualização dos doze critérios necessários ás exigências da Sociedade dos Relojoeiros. A modernização inclui a inspiração dos mestres relojoeiros antigos com a projecção para o futuro   .